# Szübotai csata
A szübotai csatára Kr. e. 433-ban került sor Kerküra (a modern Korfu) és Korinthosz között. Thuküdidész szerint az addigi legnagyobb tengeri csata volt a görög városállamok között. Ez volt az egyik közvetlen katalizátora a peloponnészoszi háborúnak.

## A csata előzményei
Korinthosz és Kerküra között a vitát Epidamnosz indította el. A város a kerküraiak gyarmata volt, de a Héraklidák Korinthoszból való utóda, Phaliosz alapította. Epidamnosz lakossága elűzte az előkelőket, akik a szomszédos barbár törzsekkel szövetkezve zaklatták a város lakosságát. Az epidamnosziak először Kerkürához fordultak segítségért. Miután a kerküraiak elutasították a segítségnyújtást, a korithosziakhoz fordultak, és felajánlották városukat a segítség fejében. A korinthosziak jogosnak látták a város lakosainak követelését, ezért csapatokat küldtek Epidamnoszba. Ezalatt az epidamnoszi előkelők meg a kerküraiakhoz folyamodtak segítségért, hogy visszajuthassanak városukba. Ez vezetett viszályhoz Kerküra és Korinthosz között.
Az Amprakiai-öbölben került sor az első tengeri ütközetre Kerküra és Korinthosz között. Itt a korinthosziak és szövetségeseik hetvenöt hajóval vettek részt az ütközetben, míg a kerküraiaknak nyolcvan hajója volt. Ebben a tengeri csatában a kerküraiak győzelmet arattak, és Epidamnosz ellen is sikerrel zárult az ostromuk. Visszavették a várost a korithosziaktól.
A korinthosziak nagyon felbőszültek a korinthoszi kolónia, Kerküra fölöttük aratott győzelmén, és a következő évet a hajóflottájuk megerősítésével töltötték. A kerküraiak látva a korinthosziak elszántságát, felkeresték Athént, hogy szövetségest keressenek az elkövetkező ütközetben. Az athéniak végül kölcsönös védelmi szerződést kötöttek Kerkürával, és tíz hajót küldtek Kerküra megsegítésére Lakedaimoniosz, Diotimosz és Próteász vezetésével. Meghagyták nekik, hogy ne ütközzenek meg a korinthosziakkal, csak ha megtámadják Kerkürát. Erre azért volt szükség, hogy elkerüljék a fegyverszünet megszegését.

## Az ütközet
Az előkészületek befejeztével a korinthosziak százötven hajóval indultak meg Kerküra ellen. Az éliszieknek tíz, a megaraiaknak tizenkét, a leukasziaknak tíz, az amprakiaiaknak huszonhét, az anaktorioniaknak egy, a korinthosziaknak meg kilencven hajója volt. A korinthoszi flottát Xenokleidész vezette. Kerkürával szembeni Kheimerionnál vetettek horgonyt és verték fel a táborukat.
A kerküraiaknak száztíz hajója volt, vezetőik Mikiádész, Aiszimidész és Eurübatosz voltak, és a Szübota nevű szigetcsoport egyik szigetét választották táborhelyül. Itt megjelent az athéniak tíz hajója is.
A korinthosziak éjszaka elindultak Kheimeriontól azzal a szándékkal, hogy megütköznek. A két flotta hajnalban találkozott, és felálltak egymással szemben csatarendben.
Az ütközet megkezdése után heves csata bontakozott ki. A hajók fedélzetén sok volt a nehézfegyverzetű katona, nagyszámú íjásszal és dárdással. A csata szárazföldi ütközetre hasonlított. A korinthosziak jobbszárnyát a kerküraiak szétszórták és a táborukig visszaszorították, ahol partra szálltak és felégették a sátraikat. A balszárnyon viszont a korinthosziak arattak teljes győzelmet. Az athéni hajók, amelyek addig nem avatkoztak be az ütközetbe, látva a kerküraiak szorult helyzetét, egyre aktívabban beavatkoztak, míg végül megütköztek a korinthosziakkal. A korinthosziak a partig szorították a kerküraiakat, és hozzáláttak a halottaik összeszedéséhez és a megrongálódott hajók elvontatásához. Ezután újból a kerküraiak ellen indultak. A kerküraiak megmaradt hajói és az athéni hajók is felsorakoztak, és egy újabb ütközethez készültek fel. Az ütközetre felhívó csatadal is elhangzott már, amikor megjelent az athéniak húsz hajója, amit a város küldött az első tíz és a kerküraiak megsegítésére. Ezt látva meghátráltak a korinthosziak, és az éjszaka vetett véget az ütközetnek.

## Fordítás
- Ez a szócikk részben vagy egészben  a   Battle of Sybota című angol Wikipédia-szócikk ezen változatának fordításán alapul.  Az eredeti cikk szerkesztőit annak laptörténete sorolja fel. Ez a jelzés csupán a megfogalmazás eredetét és a szerzői jogokat jelzi, nem szolgál a cikkben szereplő információk forrásmegjelöléseként.